# Los Charcos, Sinaloa
Los Charcos är en ort i Mexiko.   Den ligger i kommunen El Fuerte och delstaten Sinaloa, i den västra delen av landet, 1 200 km nordväst om huvudstaden Mexico City. Los Charcos ligger 163 meter över havet och antalet invånare är 120.
Terrängen runt Los Charcos är platt åt nordväst, men åt sydost är den kuperad. Runt Los Charcos är det ganska glesbefolkat, med 23 invånare per kvadratkilometer. Närmaste större samhälle är Agua Caliente Grande, 10,3 km öster om Los Charcos. I omgivningarna runt Los Charcos växer huvudsakligen savannskog.